# 8739 Morihisa
8739 Morihisa este un asteroid din centura principală, descoperit pe 30 ianuarie 1997, de Takao Kobayashi.